# Repentless
| 전문가 평가        | 전문가 평가 |
| 총 점수            | 총 점수     |
| 출처               | 점수        |
| ------------------ | ----------- |
| 메타크리틱         | 70/100      |
| 평가 점수          |             |
| 출처               | 점수        |
| AllMusic           | [ 2 ]       |
| Billboard          | [ 3 ]       |
| Classic Rock       | [ 4 ]       |
| Exclaim!           | 7/10        |
| The Guardian       | [ 6 ]       |
| The New York Times | [ 7 ]       |
| Record Collector   | [ 8 ]       |
| Rolling Stone      | [ 9 ]       |
| Spin               | 6/10        |
| Uncut              | [ 1 ]       |

《Repentless》는 2015년 9월 11일에 발매된 미국의 스래시 메탈 밴드 슬레이어의 열두 번째이자 마지막 스튜디오 음반이다. 이 음반은 기타리스트 제프 한네만이 2013년에 간경화증으로 사망하고 게리 홀트가 대신 녹음한 유일한 음반이다 (하지만 한네만은 〈Piano Wire〉라는 곡에서 작곡 크레딧을 받았다). 또한, 2001년 《God Hates Us All》 이후 드러머 폴 보스타프가 참여한 첫 번째 음반이기도 한다. 《Repentless》는 또한 뉴클리어 블래스트에서 발매된 밴드의 유일한 음반으로, 29년 동안 릭 루빈을 대신해 테리 데이트가 프로듀싱을 맡았다. 2009년 《World Painted Blood》와 《Repentless》 사이의 6년 간격은 그들의 경력에서 두 슬레이어 음반 사이의 가장 긴 간격이기도 했다.
〈Repentless〉, 〈You Against You〉, 〈Pride in Prejudice〉에서 세 곡의 싱글이 발매되었다. 이 음반은 빌보드 200 차트에서 4위로 데뷔했으며, 이는 밴드의 모국 데뷔 중 가장 높은 차트 기록이다. 또한 독일 차트에서도 1위를 차지했으며 전 세계 약 20개 차트 중 상위 10위 안에 들었다. 비평가들로부터 대체로 긍정적인 평가를 받았다.

## 배경
2011년 5월, 슬레이어가 《World Painted Blood》 (2009년)의 후속작으로 출연할 예정이냐는 질문에 당시 슬레이어 드러머 데이브 롬바르도는 아직 글이 쓰이지 않았지만 "확실히 계획이 있다"고 답했다. 2011년 초, 기타리스트 제프 한네만은 괴사성 근막염에 걸렸다. 보도에 따르면 이 병은 친구의 온수 욕조에서 거미에게 물린 상처와 관련이 있다고 한다. 새로운 음반에 대한 질문에 가수 겸 베이시스트 톰 아라야는 어떤 작품이든 한네만이 회복될 때까지 기다려야 한다고 답했다.
2013년 2월 20일, 계약상의 분쟁으로 인해 롬바르도가 슬레이어의 호주 투어에 참여하지 않을 것이며, 그의 자리는 전 드러머 존 데트가 맡게 될 것이라고 발표되었다. 2월 말 사운드웨이브 TV와의 인터뷰에서 기타리스트 케리 킹은 음반의 인사 상태에 대해 더 자세히 설명했다. 그는 메탈리카가 프로듀서 그레그 피델먼을 "독점"했다고 말하며 음반을 누가 제작할지에 대해 의문을 표명했다. 한네만의 지속적인 부재는 불확실성에 더욱 기여했다. 이후 롬바르도의 영구적인 후임자는 1992년부터 2001년까지 밴드의 드러머였던 폴 보스타프로 발표되었으며, 보스타프는 여러 음반에 참여했다.
2013년 5월 2일, 제프 한네만은 로스앤젤레스의 한 병원에서 간부전으로 사망했다. 일주일 후, 공식적인 사망 원인은 알코올 관련 간경화증으로 발표되었다. 한네만과 그의 가족은 사망 직전까지 상태의 정도를 알지 못했던 것으로 보인다. 킹은 밴드가 계속되기를 원한다고 발표했지만, 아라야는 "30년이 지나면 다시 시작하는 것과 같을 것"이라며 슬레이어의 팬층이 그러한 변화를 승인할지 의문을 표명하며 더욱 확신에 차 있었다. 2015년 3월, 아라야는 한네만이 세상을 떠나기 전에 밴드가 한 곡을 녹음했으며, 이 곡이 음반에 수록될 것이라고 밝혔다. 그 결과는 〈Piano Wire〉라는 곡이었다. 아라야는 나중에 킹이 "제프 한네만이 이 음반에서 실제로 연주하고 있지 않다며 이 주장을 일축했을 때 한네만이 음반에 참여할 것입니다. 누군가가 헛소리를 했다고 보도했습니다. 사람들은 실제로 무슨 일이 일어나고 있는지 모르면 헛소리를 합니다. 제프의 노래 〈Piano Wire〉가 마지막 음반 사이클에서 녹음되었음에도 불구하고, 저는 기타를 모두 연주했습니다. 저는 수년 동안 그렇게 해왔습니다. 그는 그 노래에 대한 리드가 없기 때문에 그 곡을 연주하지 않습니다."라고 설명했다.

## 곡 목록
모든 곡들은 특별한 언급이 없는 한 케리 킹과 톰 아라야에 의해 작사/작곡하였다.
| #   | 제목                            | 작사·작곡   | 재생 시간 |
| --- | ------------------------------- | ----------- | --------- |
| 1.  | 〈Delusions of Saviour (기악)〉 | 킹          | 1:55      |
| 2.  | 〈Repentless〉                  |             | 3:19      |
| 3.  | 〈Take Control〉                |             | 3:14      |
| 4.  | 〈Vices〉                       |             | 3:32      |
| 5.  | 〈Cast the First Stone〉        |             | 3:43      |
| 6.  | 〈When the Stillness Comes〉    |             | 4:20      |
| 7.  | 〈Chasing Death〉               |             | 3:45      |
| 8.  | 〈Implode〉                     |             | 3:49      |
| 9.  | 〈Piano Wire〉                  | 제프 한네만 | 2:49      |
| 10. | 〈Atrocity Vendor〉             | 킹          | 2:55      |
| 11. | 〈You Against You〉             |             | 4:20      |
| 12. | 〈Pride in Prejudice〉          |             | 4:14      |

## 인증
| 국가                               | 인증 | 판매량/출하량 |
| ---------------------------------- | ---- | ------------- |
| 폴란드 (ZPAV)                      | 골드 | 10,000        |
| 판매량+스트리밍을 기반으로 한 인증 |      |               |